# Baja Portalegre 500
Il Baja Portalegre 500 è un rally raid, organizzato dalla Automóvel Club de Portugal, che si svolge in Portogallo dal 1987 da un'idea di José Megre e giunta nel 2011 alla sua 25ª edizione.
Alla gara partecipano sia le auto che le moto, nel 2011 è prova valida per la Coppa del mondo rally raid (auto).

## Albo d'oro
Auto
| Ed. | Anno | 1º                                                                | 2º                                                    | 3º                                                       |
| --- | ---- | ----------------------------------------------------------------- | ----------------------------------------------------- | -------------------------------------------------------- |
| 1   | 1987 | António Bayona / José Costa Mitsubishi Pajero                     | Santinho Mendes / Vítor Mendes Datsun 1600 SSS        | Pedro Cortês / Nuno Coelho UMM V6                        |
| 2   | 1988 | Carlos Barbosa-Tucha / António Castro UMM Alter Turbo             | José Oliveira / Pedro Estácio UMM Alter Turbo         | Baptista da Silva / A. Fernandes UMM Alter Turbo         |
| 3   | 1989 | Carlos Almeida / Rogério Almeida UMM Alter Turbo                  | Francisco Fino / F. Soure UMM Alter Turbo             | José Fino / Filipe Fernandes UMM Alter Turbo             |
| 4   | 1990 | Duarte Guedes / Rui Choças Nissan Terrano V6                      | João Serrano / P. Mendes Nissan Pick Up V6            | Carlos Leitão / Filipe Campos Nissan Pick Up             |
| 5   | 1991 | Carlos Almeida / Nuno Rodrigues da Silva UMM Alter Turbo          | Santinho Mendes / Vítor Mendes Nissan Pick Up         | Luís Dias / Pedro Barradas Nissan Pick Up                |
| 6   | 1992 | Tomaz M. Breyner / Jaime Baptista Nissan Picou V6                 | Joaquim Garcia / José Janela Peugeot Proto            | Duarte Guedes / José Nobre Nissan Terrano                |
| 7   | 1993 | Tomaz M. Breyner / Jaime Baptista Nissan Pick Up                  | João Vassalo / António Caiado UMM Alter Turbo         | António Nunes / M. Sarmento Nissan Pick Up               |
| 8   | 1994 | João Vassalo / António Caiado Mitsubishi Pajero                   | Francisco Esperto / Nuno Barreiros Nissan Terrano     | Pedro M. Breyner / Carlos Mateus Mitsubishi Pajero       |
| 9   | 1995 | Joaquim Garcia / José Janela Renault Proto                        | Luís Sousa / João Glória Nissan Pick Up               | Carlos Sousa / Mário Feio Mitsubishi Pajero              |
| 10  | 1996 | Filipe Campos / Pedro Figueiredo Nissan Terrano                   | Nuno Fontes / Rogério Seromenho Nissan Pick Up        | Pedro M. Breyner / Carlos Mateus Mitsubishi Pajero       |
| 11  | 1997 | Santos Godinho / Vítor Jesus SG Proto                             | Santinho Mendes / José Janela Seat                    | José Mendes / Paulo Babo Opel Corsa                      |
| 12  | 1998 | Filipe Campos / Pedro Figueiredo Toyota Land Cruiser              | Rui Sousa / Carlos Silva Nissan Terrano I             | António Bayona / Rui Brito Nissan Terrano II             |
| 13  | 1999 | João Vassalo / Edgar Condenso Mitsubishi Pajero                   | Carlos Sousa / João Luz Mitsubishi Strakar            | Filipe Campos / Pedro Figueiredo Toyota Land Cruiser     |
| 14  | 2000 | Rui Sousa / Carlos Silva Nissan Pick Up Navara                    | Santos Godinho / Victor Jesus Nissan Pick Up Navara   | Carlos Rolla / Ângelo César Machado Toyota Land Cruiser  |
| 15  | 2001 | Filipe Campos / Pedro Figueiredo Toyota Land Cruiser              | Carlos Sousa / Vítor Jesus Mitsubishi Strakar         | Nuno Fontes / João Glória Nissan Terrano II              |
| 16  | 2002 | Miguel Barbosa / Miguel Ramalho Mitsubishi Strakar                | Luís Dias / Mário Feio Nissan Pick Up                 | Filipe Campos / Ângelo César Machado Toyota Land Cruiser |
| 17  | 2003 | Miguel Barbosa / Miguel Ramalho Mitsubishi Strakar                | Luís Dias / Mário Feio Nissan Pick Up Navara          | Thierry Charbonnier / Patrick Antoine Bowler Wildcat     |
| 18  | 2004 | Colin McRae / Tina Thorner Nissan Pick Up                         | Carlos Sousa / Henri Magne Mitsubishi Strakar         | Rui Sousa / Carlos Silva Nissan Pick Up Navara           |
| 19  | 2005 | Luc Alphand / Gilles Picard Mitsubishi Evo                        | Jutta Kleinschmidt / Fabrizia Pons Volkswagen Touareg | Carlos Sainz / Andreas Schulz Volkswagen Touareg         |
| 20  | 2006 | Marc Blazquez / Jordi Mercader Nissan Navara                      | Miguel Barbosa / Miguel Ramalho Nissan Navara         | Alexandre Ré / Pedro Ré Nissan Pathfinder                |
| 21  | 2007 | Miguel Barbosa / Luís Ramalho BMW X5                              | João Ramos / Vítor Jesus Toyota Rav 4                 | Luís Costa / Pedro Lima Toyota Land Cruiser              |
| 22  | 2008 | Stéphane Peterhansel / Jean-Paul Cottret Mitsubishi Racing Lancer | Filipe Campos / Jaime Baptista BMW X3 CC              | Miguel Barbosa / Luís Ramalho BMW X3 CC                  |
| 23  | 2009 | Filipe Campos / Jaime Baptista BMW X3 CC                          | Miguel Barbosa / Miguel Ramalho BMW X3 CC             | Ricardo Leal dos Santos / Paulo Fiúza BMW X5             |
| 24  | 2010 | Krysztof Holowczyc / Jean Marc Fortin Nissan Navara Overdrive     | Filipe Campos / Jaime Baptista BMW X3 CC              | Joan Roca Vila / Josep M.Ferrer Mitsubishi L200          |
| 25  | 2011 | Filipe Campos / Jaime Baptista Mini All4 Racing                   | Miguel Barbosa / Miguel Ramalho Mitubishi Lancer      | Helder Oliveira / Filipe Palmeiro Nissan Pathfinder      |